# Ястшембський Венґель
Ястшембський Венґель (пол. Jastrzębski Węgiel) — польський волейбольний клуб із міста Ястшембе-Здруй. Головний спонсор — Ястшембська вугільна спілка.

## Історія
Заснований у 1949 році.
ЄКВ виключила клуб із розіграшу Ліги чемпіонів 2020—2021 років через два спалахи коронавірусу: у першому колі пропустили матч у Берліні, у другому — у Казані. У грудні 2020 року клубу зараховано технічні поразки 0:3 у матчах із «Зенітом-Казанню», «Берліном» і «Любляною», після яких поляки втратили шанси на вихід у плей-офф.
У першому матчу півфіналу Ліги Чемпіонів ЄКВ 2022—2023, 29 березня 2023 року в гостях перемогли «Галкбанк» 3:1, у матчі-відповіді вдома поступилися 2:3, вперше здобувши право грати у фіналі ЛЧ ЄКВ.

### Досягнення
- фіналіст Ліги чемпіонів ЄКВ 2023,
- чемпіон Польщі: 2004, 2021, 2023, 2024
- срібний призер Чемпіонату Польщі: 2006, 2007, 2010, 2022
- бронзовий призер Чемпіонату Польщі: 1991, 2001, 2003, 2009, 2013, 2014, 2017, 2019

## Люди

### Наставники
- Марсело Мендес (2022—)
- Никола Джоліто (2022)
- Андреа Ґардіні (2021—2022)
- Слободан Ковач (Slobodan Kovač)
- Люк Рейнолдс (Luke Reynolds)
- Фердинандо Де Джорджі (2018)
- Марк Лебедєв (2015—2017)
- Роберто П'яцца (2014—2015)
- Лоренцо Бернарді (2011—2014)
- Роберто Сантіллі (2007—2010, грудень 2018[5] — листопад 2019[6])
- Ян Сух

### Колишні гравці
- Міхал Ласко
- Лукас Кампа[7]
- Міхал Куб'як[8]

10 червня 2021 року оголосили, що словенець Тіне Урнаут підписав дворічний контракт. Однак пізніше гравець попросив керівництво клубу розірвати його за взаємною згодою, щоби продовжити кар'єру в петербурзькому «Зеніті». За словами голови правління клубу Адама Ґороля (Adam Gorol), своїм рішенням гравець поставив клуб у дуже скрутне становище, оскільки мав стати однією з ключових фігур команди, яку очолює тренер Андреа Ґардіні, у сезоні захисту чемпіонського титулу. Однак у «Ястшембського Венґеля» є принцип працювати тільки з тими, хто ставлять на перше місце благо клубу, тому вони погодилися на перехід гравця до петербурзців.. Чинний чемпіон Польщі отримав грошову компенсацію, Урнаут — вигідніший контракт, а його в клубі замінив олімпійський чемпіон 2020 француз Тревор Клевено.

### Поточний склад
Сезон 2021—2022
1.  Давид Дрия. 2.  Ян Гадрава. 3.  Якуб Попівчак. 6.  Бенжамен Тоньютті. 8.  Стефен Буає. 9.  Лукаш Вишневський. 13. / Юрій Гладир. 14.  Еемі Тервапортті. 17.  Тревор Клевено. 20.  Войцех Швед. 21.  Томаш Форналь. 24.  Шимон Бінек. 26.  Рафал Шимура. 95.  Якуб Мацира
Сезон 2022—2023
1.  Давид Дрия. 2.  Ян Гадрава. 3.  Якуб Попівчак. 6.  Бенжамен Тоньютті. 8.  Стефан Буає. 9.  Лукаш Вишневський. 13. / Юрій Гладир. 14.  Еемі Тервапортті. 17.  Тревор Клевено. 18.  Максиміліян Ґранечний. 21.  Томаш Форналь. 22.  Мустафа М'Бає. 26.  Рафал Шимура. 95.  Якуб Мацира.